# Leptosphaeria multiseptata
Leptosphaeria multiseptata är en svampart som beskrevs av Georg Winter 1872. Leptosphaeria multiseptata ingår i släktet Leptosphaeria och familjen Leptosphaeriaceae.   Inga underarter finns listade i Catalogue of Life.
I den svenska databasen Dyntaxa används istället namnet Entodesmium multiseptatum för samma taxon.  Arten är reproducerande i Sverige.